# 泉州幼儿师范高等专科学校永春校区
泉州幼儿师范高等专科学校永春校区是泉州幼儿师范高等专科学校的一个校区，位于福建省泉州市永春县。
1984年，福建省永春师范学校成立。2014年8月，并入泉州幼儿师范高等专科学校，并改建为泉州幼儿师范高等专科学校永春校区。

## 专业设置
- 初等教育
- 学前教育
- 体育教育
- 休闲旅游